# درة زاغة بالا (والانجرد)
درة زاغة بالا (بالفارسية: دره زاغه بالا) هي مستوطنة تقع في إيران في قسم والانجرد الريفي. يقدر عدد سكانها بـ 219 نسمة .